# Cherré-Au
Cherré-Au é uma comuna francesa na região administrativa do País do Loire, no departamento de Sarthe. Estende-se por uma área de 30.37 km². Em 2010 a comuna tinha 2 787 habitantes (densidade: 91,8 hab./km²).